# Robert Gompf
Robert Ernest Gompf (* 1957) ist ein US-amerikanischer Mathematiker, der sich mit geometrischer Topologie befasst.
Gompf wurde 1984 an der University of California, Berkeley, bei Robion Kirby promoviert (An invariant for Casson handles, disks and knot concordants). Er ist Professor an der University of Texas at Austin.
Er befasst sich mit der Topologie von 4-Mannigfaltigkeiten. 1990 zeigte er mit Tomasz Mrowka, dass es einfach zusammenhängende, irreduzible 4-Mannigfaltigkeiten gibt, die keine komplexen Strukturen zulassen. 1995 konstruierte er mit einer neuen Methode eine ganze Reihe einfach zusammenhängender kompakter symplektische 4-Mannigfaltigkeiten, die nicht homöomorph oder diffeomorph zu komplexen Mannigfaltigkeiten (Kähler-Mannigfaltigkeiten) waren. Er konstruierte solche kompakten symplektischen 4-Mannigfaltigkeiten zu beliebigen endlich präsentierbaren Fundamentalgruppen und beliebigen Werten der ersten Chern-Zahl oder Signatur.
Er ist Fellow der American Mathematical Society. Er war Invited Speaker auf dem Internationalen Mathematikerkongress 1994 in Zürich (Smooth 4-manifolds and symplectic topology).

## Schriften
- mit András I. Stipsicz: 4-manifolds and Kirby calculus (= Graduate Studies in Mathematics. 20). American Mathematical Society, Providence RI 1999, ISBN 0-8218-0994-6.
- Handlebody construction of Stein surfaces. In: Annals of Mathematics. Serie 2, Band 148, Nummer 2, 1998, S. 619–693, JSTOR:121005.
- A new construction of symplectic manifolds. In: Annals of Mathematics. Serie 2, Band 142, Nummer 3, 1995, S. 527–595, JSTOR:2118554.
- mit Tomasz Mrowka: Irreducible 4-manifolds need not be complex. In: Annals of Mathematics. Serie 2, Band 138, Nummer 1, 1993, S. 61–111, JSTOR:2946635.